# イアン・ミラー (野球)
イアン・アンドリュー・ミラー（Ian Andrew Miller, 1992年2月21日 - ）は、 アメリカ合衆国ペンシルベニア州フィラデルフィア出身のプロ野球選手（外野手）。右投左打。現在は、フリーエージェント。

## 経歴

### プロ入りとマリナーズ傘下時代
2013年のMLBドラフト14巡目（全体417位）でシアトル・マリナーズから指名され、プロ入り。契約後、傘下のアパラチアンリーグのルーキー級プラスキ・マリナーズでプロデビュー。A-級エバレット・アクアソックスでもプレーし、2球団合計で52試合に出場して打率.305、1本塁打、17打点、14盗塁を記録した。 
2014年はA級クリントン・ランバーキングス
でプレーし、45試合に出場して打率.271、13打点、16盗塁を記録した。 
2015年はA+級ベーカーズフィールド・ブレイズとAA級ジャクソン・ジェネラルズでプレーし、2球団合計で126試合に出場して打率.267、29打点、50盗塁を記録した。 
2016年はAA級ジャクソンでプレーし、114試合に出場して打率.253、28打点、49盗塁を記録した。 
2017年はAA級アーカンソー・トラベラーズとAAA級タコマ・レイニアーズでプレーし、124試合に出場して打率.307、4本塁打、35打点、43盗塁を記録した。
2018年にMLB.comが発表したプロスペクトランキングでは、マリナーズの組織内で17位にランクインした。シーズンではAAA級タコマでプレーし、114試合に出場して打率.261、2本塁打、41打点、33盗塁を記録した。 オフにはアリゾナ・フォールリーグに参加し、ピオリア・ハベリーナズに所属した。
2019年は開幕からAAA級タコマでプレーした。

### ツインズ時代
2019年8月10日に金銭トレードで、ミネソタ・ツインズへ移籍した。移籍後は傘下のAAA級ロチェスター・レッドウイングスでプレーし、9月1日にメジャー契約を結んでアクティブ・ロースター入りした。9月4日のボストン・レッドソックス戦でメジャーデビュー。レギュラーシーズン終了後の10月28日にマイナー契約でAAA級ロチェスターへ配属され、11月4日にFAとなった。

### カブス時代
2019年12月14日にシカゴ・カブスとマイナー契約を結び、2020年のスプリングトレーニングに招待選手として参加することになった。
2020年8月23日にメジャー契約を結んでアクティブ・ロースター入りした。8月31日にDFAとなり、9月3日にマイナー契約となった。結局、この年メジャーでは1試合代走として出場したのみであった。レギュラーシーズン終了後の10月14日にFAとなったが、11月17日にマイナー契約で再契約した。
2021年はマイナーで開幕を迎えた。しかし、メジャーには昇格できず、オフの11月6日に再びFAとなった。12月10日にヤキス・デ・オブレゴンと契約を結び、メキシコのウィンターリーグに参加した。

## プレースタイル
マイナーで2015年から3年連続で40盗塁以上を記録しているように俊足が最大の武器である。打撃では三振が多い点が課題である。

## 詳細情報

### 年度別打撃成績
| 年 度    | 球 団    | 試 合 | 打 席 | 打 数 | 得 点 | 安 打 | 二 塁 打 | 三 塁 打 | 本 塁 打 | 塁 打 | 打 点 | 盗 塁 | 盗 塁 死 | 犠 打 | 犠 飛 | 四 球 | 敬 遠 | 死 球 | 三 振 | 併 殺 打 | 打 率 | 出 塁 率 | 長 打 率 | O P S |
| -------- | -------- | ----- | ----- | ----- | ----- | ----- | -------- | -------- | -------- | ----- | ----- | ----- | -------- | ----- | ----- | ----- | ----- | ----- | ----- | -------- | ----- | -------- | -------- | ----- |
| 2019     | MIN      | 12    | 17    | 17    | 2     | 3     | 1        | 0        | 0        | 4     | 1     | 0     | 0        | 0     | 0     | 0     | 0     | 0     | 3     | 0        | .176  | .176     | .235     | .412  |
| 2020     | CHC      | 1     | 0     | 0     | 0     | 0     | 0        | 0        | 0        | 0     | 0     | 0     | 0        | 0     | 0     | 0     | 0     | 0     | 0     | 0        | ----  | ----     | ----     | .000  |
| MLB：2年 | MLB：2年 | 13    | 17    | 17    | 2     | 3     | 1        | 0        | 0        | 4     | 1     | 0     | 0        | 0     | 0     | 0     | 0     | 0     | 3     | 0        | .176  | .176     | .235     | .412  |

- 2020年度シーズン終了時

### 年度別守備成績
| 年 度 | 球 団 | 中堅（CF） | 中堅（CF） | 中堅（CF） | 中堅（CF） | 中堅（CF） | 中堅（CF） | 左翼（LF） | 左翼（LF） | 左翼（LF） | 左翼（LF） | 左翼（LF） | 左翼（LF） | 右翼（RF） | 右翼（RF） | 右翼（RF） | 右翼（RF） | 右翼（RF） | 右翼（RF） |
| 年 度 | 球 団 | 試 合      | 刺 殺      | 補 殺      | 失 策      | 併 殺      | 守 備 率   | 試 合      | 刺 殺      | 補 殺      | 失 策      | 併 殺      | 守 備 率   | 試 合      | 刺 殺      | 補 殺      | 失 策      | 併 殺      | 守 備 率   |
| ----- | ----- | ---------- | ---------- | ---------- | ---------- | ---------- | ---------- | ---------- | ---------- | ---------- | ---------- | ---------- | ---------- | ---------- | ---------- | ---------- | ---------- | ---------- | ---------- |
| 2019  | MIN   | 8          | 9          | 1          | 0          | 0          | 1.000      | 2          | 5          | 0          | 0          | 0          | 1.000      | 2          | 8          | 0          | 0          | 0          | 1.000      |
| MLB   | MLB   | 8          | 9          | 1          | 0          | 0          | 1.000      | 2          | 5          | 0          | 0          | 0          | 1.000      | 2          | 8          | 0          | 0          | 0          | 1.000      |

- 2020年度シーズン終了時

### 背番号
- 41（2019年）
- 6（2020年）